# Eli Perry

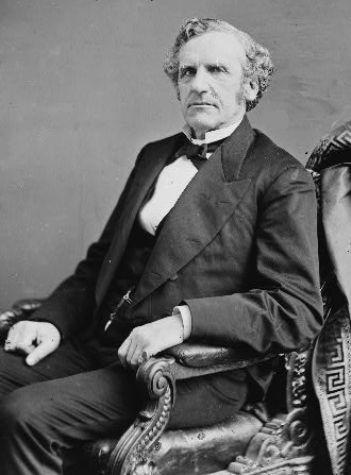
Eli Perry

Eli Perry (* 25. Dezember 1799 in Cambridge, Washington County, New York; † 17. Mai 1881 in Albany, New York) war ein US-amerikanischer Politiker.
Perry der zwischen 1827 und 1851 als Geschäftsmann in Albany tätig war, war zwei Jahre Mitglied im Board of Aldermen der Stadt. Er gehörte 1851 der New York State Assembly an und war von 1851 bis 1853, von 1856 bis 1860 sowie von 1862 bis 1866 Bürgermeister von Albany. Nachdem Perry als Demokrat in das Repräsentantenhaus der Vereinigten Staaten gewählt worden war, vertrat er dort den Bundesstaat New York vom 4. März 1871 bis zum 3. März 1875. Perry starb am 17. Mai 1881 in Albany. Er wurde auf dem Albany Rural Cemetery beigesetzt.